# Campionati del mondo di ciclocross 2019 - Gara femminile Under-23
La quarta edizione della gara femminile Under-23 dei Campionati del mondo di ciclocross 2019 si svolse il 3 febbraio 2019 con partenza ed arrivo da Bogense in Danimarca, su un percorso iniziale di 150 mt più un circuito di 2,6 km da ripetere 6 volte per un totale di 15,75 km. La vittoria fu appannaggio dell'olandese Inge van der Heijden, la quale terminò la gara in 42'09", alla media di 22,413 km/h, precedendo le connazionali Fleur Nagengast e Ceylin del Carmen Alvarado terza.
Le cicliste che presero il via furono 48 da 17 nazionalità, mentre coloro che tagliarono il traguardo furono 46.

## Squadre partecipanti
| N.    | Cod. | Squadra     |
| ----- | ---- | ----------- |
| 2-5   | GBR  | Regno Unito |
| 6-11  | NLD  | Paesi Bassi |
| 14-16 | ITA  | Italia      |
| 21-24 | USA  | Stati Uniti |
| 25-28 | CZE  | Cechia      |
| 29-31 | BEL  | Belgio      |
| 32-36 | CAN  | Canada      |
| 37-40 | FRA  | Francia     |
| 41-42 | SUI  | Svizzera    |

| N.    | Cod. | Squadra   |
| ----- | ---- | --------- |
| 43-46 | ESP  | Spagna    |
| 47    | DNK  | Danimarca |
| 48-49 | IRL  | Irlanda   |
| 50    | SWE  | Svezia    |
| 51    | JPN  | Giappone  |
| 52    | HUN  | Ungheria  |
| 53    | GER  | Germania  |
| 54-55 | EST  | Estonia   |

## Ordine d'arrivo (Top 10)
| Pos. | Corridore                  | Squadra     | Tempo  |
| ---- | -------------------------- | ----------- | ------ |
| 1    | Inge van der Heijden       | Paesi Bassi | 42'09" |
| 2    | Fleur Nagengast            | Paesi Bassi | a 3"   |
| 3    | Ceylin del Carmen Alvarado | Paesi Bassi | a 8"   |
| 4    | Silvia Persico             | Italia      | a 9"   |
| 5    | Anna Kay                   | Regno Unito | s.t.   |
| 6    | Puck Pieterse              | Paesi Bassi | s.t.   |
| 7    | Katie Clouse               | Stati Uniti | a 17"  |
| 8    | Nicole Koller              | Svizzera    | s.t.   |
| 9    | Marion Norbert-Riberolle   | Francia     | a 21"  |
| 10   | Clara Honsinger            | Stati Uniti | a 22"  |